# Італійська Серія A 1936–1937
Сезон 1936/1937 Серії A — футбольне змагання у найвищому дивізіоні чемпіонату Італії, 8-й турнір з моменту започаткування Серії A. Участь у змаганні брали 16 команд, 2 найгірші з яких за результатами сезону полишили елітний дивізіон.
Переможцем сезону став клуб «Болонья», який захистив чемпіонський титул, завойований попереднього сезону, і для якого ця перемога у чемпіонаті стала 4-ю в історії.
| Чемпіон Італії 1936/37 |
| ---------------------- |
| «Болонья» 4-й титул    |

## Команди-учасниці

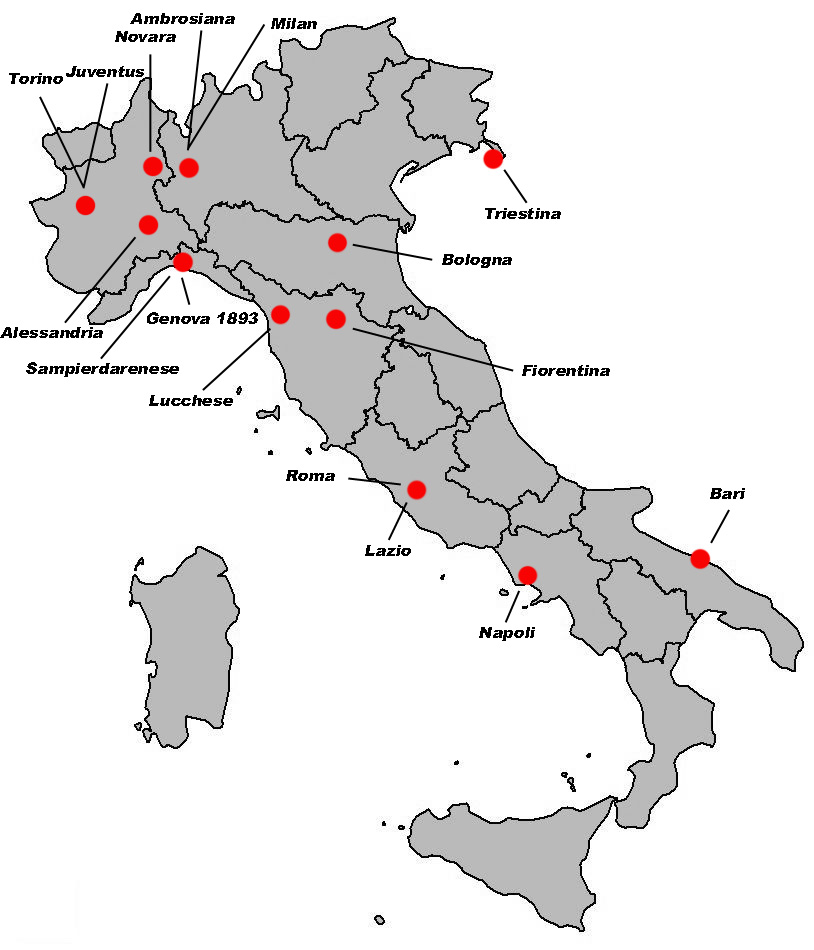
Місцезнаходження команд Серії A сезону 1936-37

Участь у турнірі брали 16 команд:

## Підсумкова турнірна таблиця
|                                                |     | Турнірна таблиця 1936-1937 | О  | І  | В  | Н  | П  | М+ | М- |
| ---------------------------------------------- | --- | -------------------------- | -- | -- | -- | -- | -- | -- | -- |
| Чемпіон Італії · Вийшов до Кубка Мітропи       | 1.  | «Болонья»                  | 42 | 30 | 15 | 12 | 3  | 45 | 26 |
| Вийшов до Кубка Мітропи                        | 2.  | «Лаціо»                    | 39 | 30 | 17 | 5  | 8  | 56 | 42 |
|                                                | 3.  | «Торіно»                   | 38 | 30 | 13 | 12 | 5  | 50 | 25 |
|                                                | 4.  | «Мілан»                    | 36 | 30 | 13 | 10 | 7  | 39 | 29 |
|                                                | 5.  | «Ювентус»                  | 35 | 30 | 12 | 11 | 7  | 53 | 31 |
| Володар Кубка Італії · Вийшов до Кубка Мітропи | 6.  | «Дженова 1893»             | 33 | 30 | 11 | 11 | 8  | 51 | 36 |
|                                                | 7.  | «Амброзіана-Інтер»         | 31 | 30 | 9  | 13 | 8  | 43 | 35 |
|                                                | 8.  | «Луккезе-Лібертас»         | 31 | 30 | 9  | 13 | 8  | 39 | 43 |
|                                                | 9.  | «Фіорентина»               | 30 | 30 | 9  | 12 | 9  | 34 | 32 |
|                                                | 10. | «Рома»                     | 27 | 30 | 10 | 7  | 13 | 36 | 45 |
|                                                | 11. | «Барі»                     | 27 | 30 | 9  | 9  | 12 | 35 | 45 |
|                                                | 12. | «Трієстина»                | 26 | 30 | 7  | 12 | 11 | 29 | 36 |
|                                                | 13. | «Наполі»                   | 24 | 30 | 8  | 8  | 14 | 31 | 39 |
|                                                | 14. | «Самп'єрдаренезе»          | 22 | 30 | 6  | 10 | 14 | 32 | 46 |
| Вибув до Серії B                               | 15. | «Новара»                   | 21 | 30 | 8  | 5  | 17 | 43 | 62 |
| Вибув до Серії B                               | 16. | «Алессандрія»              | 18 | 30 | 8  | 2  | 20 | 23 | 67 |

## Бомбардири
Найкращим бомбардиром сезону 1936/1937 Серії A став гравець клубу «Лаціо» Сільвіо Піола, який відзначився 21 забитим голом.
|    | Гравець               | Команда            | Голів | (пенальті) |
| -- | --------------------- | ------------------ | ----- | ---------- |
| 1° | Сільвіо Піола         | «Лаціо»            | 21    | -          |
| 2° | П'єтро Бускалья       | «Торіно»           | 17    | 1          |
|    | Гульєльмо Габетто     | «Ювентус»          | 17    | -          |
| 4° | Феліче Борель         | «Ювентус»          | 16    | 1          |
| 5° | Умберто Бузані        | «Лаціо»            | 15    | -          |
|    | Альфредо Маркіоннескі | «Дженоа»           | 15    | -          |
| 7° | Ельпідіо Коппа        | «Луккезе-Лібертас» | 13    | 1          |
|    | Даніло Мікеліні       | «Луккезе-Лібертас» | 13    | -          |
|    | Езіо Ріццотті         | «Новара»           | 13    | -          |
|    | Оттело Торрі          | «Новара»           | 13    | -          |

Сільвіо Піола і Джованні Феррарі забили по сто м'ячів у матчах Серії «А».

## Чемпіони
Склад переможців турніру:
| Воротар: Карло Черезолі (27 матчів), П'єтро Феррарі (3). Захисники: Діно Фйоріні (30), Феліче Гаспері (15), Маріо Паготто (15). Півзахисники: Маріо Монтесанто (30, 2 голи), Мікеле Андреоло (25, 6), Джордано Корсі (30, 2), Альдо Донаті (5). Нападники: Амедео Б'яваті (16, 1), Раффаеле Сансоне (29, 3), Джованні Бузоні (29, 9), Франсиско Федулло (30, 4), Карло Регуццоні (29, 12), Бруно Маїні (11, 2), Лодовіко Де Філіппіс (4, 1), Анджело Ск'явіо (2, 2). Тренер: Арпад Вейс. |